# 16 Draconis
16 Draconis (16 Dra / HD 150100) y 17 Draconis (17 Dra / HD 150117J) forman un sistema estelar en la constelación de Draco.
Separadas 90 segundos de arco en el cielo, las dos estrellas están gravitacionalmente relacionadas; la distancia real entre ambas es de al menos 11.500 UA, lo que da lugar a un período orbital superior a 38.000 años.
El sistema se encuentra a 420 años luz del sistema solar.

## 17 Draconis
A su vez, 17 Draconis es una estrella binaria, estando separadas 3,3 segundos de arco ambas componentes —denominadas 17 Draconis A y 17 Draconis B—.
17 Draconis A es una estrella blanco-azulada de la secuencia principal de tipo espectral B9V con una temperatura efectiva aproximada de 10.500 K y 132 veces más luminosa que el Sol.
Tiene un radio 3,4 veces más grande que el radio solar y una masa de 3,1 masas solares. 
Su velocidad de rotación proyectada es de 217 km/s, dando lugar a un período de rotación inferior a 0,8 días.
17 Draconis B es una estrella blanca de la secuencia principal de tipo A1V con una temperatura de 9.400 K.
40 veces más luminosa que el Sol, su masa es de 2,4 masas solares.
Tiene un radio 2,4 veces más grande que el solar, y —con una velocidad de rotación de al menos 231 km/s—, completa un giro sobre sí misma en menos de 0,5 días.
La separación entre 17 Draconis A y B es de más de 425 UA y su período orbital supera los 3800 años.

## 16 Draconis
Por su parte, 16 Draconis es una estrella de tipo B9.5V muy semejante a 17 Draconis A.
Su luminosidad es 112 veces mayor que la luminosidad solar y su masa es de 3,0 masas solares.
Tiene un radio 3,2 veces más grande que el del Sol y gira sobre sí misma con una velocidad de al menos 77 km/s, lo que conlleva un periodo de rotación de 2,1 días o inferior.
Esta estrella muestra un exceso en el ultravioleta y rayos X, cuyo origen parece estar en una enana blanca —demasiado tenue para ser observada— con la que formaría un sistema binario.
La temperatura de este objeto puede estar próximo a los 30.000 K y, considerando que el sistema tiene una edad de 250 millones de años, en su nacimiento probablemente fuera una estrella de tipo B6 que, al ser más masiva, evolucionó más deprisa.